# Национална парламентарна библиотека Грузије
Национална парламентарна библиотека Грузије (груз. საქართველოს პარლამენტის ეროვნული ბიბლიოთეკა) је водећа државна културна, образовна и информативна установа Грузије.

## Историја
Национална парламентарна библиотеке Грузије основана је 1846. године као Тбилиска јавна библиотека од стране Канцеларије генералног гувернера. Године 1848. библиотека је добила колекције Приватне удружене библиотеке која је створена на иницијативу истакнуте јавне личности Димитрија Кипианија.
Библиотечка збирка је стално расла. Из тог разлога је 1851. године изграђена нова зграда. Године 1852. библиотека је добила право на два бесплатна примерка свих публикација штампаних на Кавказу. До 1859. године збирке Јавне библиотеке повећале су се на 13.260 књига и садржале су материјале на 19 различитих језика. Године 1868. Тбилиска јавна библиотека и Кавкаски музеј су уједињени, а 1913. године библиотека је добила назив Народна библиотека Кавкаског музеја.
Изградње нове зграде за Кавкаски музеј почела је 1914. године када је библиотека затворена због радова. Фонд библиотеке био је спакован у кутије и чуван у подруму десет година.
Библиотека 1923. године мења назив у Државна јавна библиотека Грузије. Збирка библиотеке Друштва за ширење писмености међу Грузијцима придружена је фонду Државне јавне библиотеке Грузије 1937. године.
Године 1957. библиотека се придружила међународној мрежи размене књига. Први лични рачунар набављен је 1989, а од 1990. године направљени су дигитални каталози.
Од 1955. до 1990. године библиотека је носила назив Државна републиканска библиотека, а 1990. је променила име у Национална библиотека Грузије. Од 1991. године постала је чланица Међународне федерације библиотечких удружења и институција (ИФЛА). Од 1996. године прелази под надлежност Скупштине Грузије и мења име у Национална парламентарна библиотека Грузије. Последња промена имена догодила се 2000. године када је називу додато име Илије Чавхавадзеа, велике грузијске књижевне и јавне личности, широко прихваћене као једне од оснивача модерне Грузије.
Међународну популарност библиотека је стекла 2015. године када је објављен снимак чувара Омара Тсеретелија који у згради библиотеке на клавиру свира дело композитора Лудвика Еинаудија.
У новембру 2017. године захваљујући фонду библиотеке отворен је највећи музеј књига на Кавказу.

## Архитектура
Зграда библиотеке сада се састоји од пет блокова који су се градили постепено. Три блока ове зграде су препозната као истакнути архитектонски споменици.
Прва зграда Народне парламентарне библиотеке Грузије саграђена је између 1913. и 1916. године као Банка за некретнине од стране архитекте Анатолија Калгина и уметника Хенрика Хриниевског. Ентеријере је дизајнирао Иља Маматсашвили. Грађена је у грегоријанском стилу. Библиотеци је уступљена 1931. године. Она сада представља само један блок ове велике грађевине.
Други блок зграде представља логичан наставак првог блока. Грађен је у неокласичном стилу. Ово је некадашња зграда огранка Волга-Кама банке, коју је 1915. године изградио архитекта Г. А. Косиаков.
Трећи блок је бивша канцеларија Државне банке и изграђен је 1910. године у оквиру пројекта који су израдили Михаел Окхањанов и Р. Голенишчев. То је једана од најлепших зграда грађених модерним стилом у Тбилисију.
Четврти блок библиотеке изграђен је према пројекту који је израдио В. Јитовски 1973. године.
Пети блок је изграђен 1971. године и представља четвероспратну зграду украшену белим базалтним каменим стубовима како би се обезбедио простор за јавну библиотеку по нацрту архитекте Т. Цхоговадзе. У згради се налази огроман магацин од шест спратова, у којем се чува права штампана ризница на грузинском језику. У 2006. години, Комора јавних књига са својим фондовима и зградом достављена је Националној библиотеци.

## Имена
- Тбилиска јавна библиотека у Канцеларији генералног гувернера (1846—1850)
- Тбилиска јавна библиотека (1850—1867)
- Народна библиотека Тбилисија и Кавкаског музеја (1868—1913)
- Научна библиотека Кавкаског музеја (1914—1918)
- Државна јавна библиотека Грузије (1923—1931)
- „25. фебруар” Државна јавна библиотека Грузије (1931—1933)
- Државна јавна библиотека Карла Маркса у Грузији (1933—1955)
- Државна републиканска библиотека Грузије (1955—1990)
- Национална библиотека Грузије (1990—1996)
- Национална парламентарна библиотека Грузије (1996—2000)
- Национална парламентарна библиотека Грузије „Илија Чавхавадзе” (2000—)[3]